# والتر بتریج
والتر بتریج (انگلیسی: Walter Bettridge؛ 26 october 1886 – ۲۳ دسامبر ۱۹۳۱) بازیکن فوتبال اهل بریتانیا بود.
از باشگاه‌هایی که در آن بازی کرده‌است می‌توان به باشگاه فوتبال چلسی و باشگاه فوتبال گیلینگام اشاره کرد.